# دونالد داي
دونالد داي (بالإنجليزية: Donald S. Day) (و. 1895 – 1966 م) هو صحفي، ومؤلف، وكاتب من الولايات المتحدة، وألمانيا، ولد في بروكلين هايتس، توفي في هلسنكي، عن عمر يناهز 71 عاماً، بسبب مرض قلبي وعائي.

## الخدمة العسكرية
خدم في بحرية الولايات المتحدة.